# Плоское (Днепропетровская область)
Плоское (укр. Плоске) — село,
Беленщинский сельский совет,
Пятихатский район,
Днепропетровская область,
Украина.
Код КОАТУУ — 1224580507. Население по переписи 2001 года составляло 191 человек .

## Географическое положение
Село Плоское находится между сёлами Малые Лозки и Плоско-Тарановка (0,5 км).
По селу протекает пересыхающий ручей с запрудами.